# Franz Waxman
Franz Waxman (inicialmente: Franz Wachsmann, Königshütte, Alta Silésia, 24 de Dezembro de 1906 — Los Angeles, Califórnia, 24 de Fevereiro de 1967) foi um compositor alemão.
Emigrou para os Estados Unidos em 1935. Ele trabalhou com a colaboração dos cineastas tais como: Billy Wilder e Alfred Hitchcock. Foi nomeado 12 vezes para o Óscar e ganhou o prêmio em 1951 e 1952 para a melhor orquestração dos filmes Sunset Boulevard e A Place in the Sun.